# عبد الرحمن عزام
عبد الرحمن حسن عزام الجهني (8 مارس 1893م ـ 2 يونيو 1976م) أصبح في 22 مارس 1945م الأمين العام الأول لجامعة الدول العربية في قمة أنشاص وبقي أمينا عاما إلى عام 1952م. وهو ابن عم عبد الوهاب محمد حسن عزام.
حارب ضد الصرب في صفوف العثمانيين وروسيا وحارب الإنجليز مع أحمد الشريف السنوسي والفرنسيين وحارب ضد الطليان واحتل مع محمد صالح حرب والسيد أحمد الشريف الواحات المصرية. أنشأ الجيش المرابط خلال الحرب العالمية الثانية وساهم في صنع أول جمهورية في العالم العربي الجمهورية الطرابلسية.
ولد في قرية الشوبك الغربي في محافظة الجيزة، ودرس الطب في مصر. قاتل مع العثمانيين في الحرب العالمية الأولى، ثم سافر إلى ليبيا ليشارك في القتال ضد الإيطاليين، حيث أصبح مستشار الجمهورية الطرابلسية. أسس القوات المرابطة وقادها إلى أن أصبح وزير للخارجية المصرية.
في 1923م عاد إلى مصر. في 1924م انتخب في مجلس النواب المصري. في 1936م عينه الملك فاروق الأول وزيرا مفوضا وممثلا فوق العادة للمملكة المصرية. في 1939م أصبح وزير أوقاف في وزارة علي ماهر باشا (18 أغسطس 1939م - 27 يونيو 1940م).
شارك في الوفد المصري لمؤتمر فلسطين في لندن سنة 1939م. في خلال وزارة أحمد ماهر باشا (15 يناير 1945م - 24 فبراير 1945م) ووزارة محمود فهمي النقراشي من (24 فبراير 1945م - 15 فبراير 1946م) كان أحد أعضاء وفد مصر لوضع ميثاق جامعة الدول العربية. من 22 مارس 1945م إلى 1952م أمين عام جامعة الدول العربية. بعد ذلك، سافر إلى السعودية حيث عمل مستشاراً في النزاع المتعلق بواحة البريمي حتى عام 1974م.

## الجامعة العربية
لا يمكن أن يذكر عبد الرحمن عزام دون أن تذكر الجامعة العربية كما أن الجيل الذي شهد مولد الجامعة العربية فهو أول امين عام لجامعة الدول العربية.
وقد شهد جيلنا بعد عشرين عاما فقط من إنشاء الجامعة العربية مولد فكرة التضامن الإسلامي التي تمثلها الآن منظمة المؤتمر الإسلامي، هناك صورة عملاقة هي صورة الملك فيصل بن عبد العزيز ترتسم في الذهن كلما ذكر التضامن الإسلامي وإذا كان كلاهما قد رحل عنا الآن بعد أن قام بدوره التاريخي فقد تركا للجيل الجديد من أبناء هذه الأمة مهمة كبيرة هي بناء وحدة الأمة الإسلامية على أساس التكامل بين هاتين المنظمتين وفي نظر الكثير أن كتابات عبد الرحمن عزام ومؤلفاته قد وضعت الأسس الفكرية لهذا التكامل ويكفي أن نذكر كتاب الرسالة الخالدة وكتاب محمد بطل الأبطال.
إن الارتباط والتكامل بين الجامعة العربية والإسلام لا يظهر فقط في كتابات عبد الرحمن عزام بل إنه عنصر بارز في حياته كلها منذ شبابه حتى وفاته. لقد كان طالبا بكلية الطب بجامعة لندن عندما دعا الخليفة للجهاد في حرب البلقان قبيل الحرب العالمية الأولى فلبى الطالب الشاب نداء الجهاد وسارع إلى ميدان القتال تحت الراية الإسلامية في البلقان وعندما ثار شعب ليبيا ضد الاستعمار الإيطالي الذي يهاجمه وضد الإستعمار الإنجليزي الذي يساعده من قواعده في مصر وكانت الدولة العثمانية الإسلامية تمد الثوار وغيرهم بالسلاح والمال والرجال سارع عبد الرحمن عزام بالانضمام إليهم وحمل السلاح معهم ضد الطليان والإنجليز.

## فكرة الجامعة العربية
لقد عرفت علاقة عبد الرحمن عزام بالجامعة العربية قبل أنشائها عام 1945 م قبيل انتهاء الحرب العالمية الثانية من حديث دار في مكتب اسعد داغر بدار الأهرام وكان في مجلسه عدد من أصدقائه السوريين والفلسطينيين وكان حديثنا عن مصير فلسطين بعد انتهاء الحرب بانتصار الإنجليز وماذا سيفعله العرب بعد هزيمة ألمانيا فقال إسحاق درويش أحد قادة الهيئة العربية العليا لفلسطين أن عبد الرحمن عزام يدعو لفكرة جريئة سيكون لها دور كبير في قضية فلسطين فكرة إنشاء اتحاد عربي يضم جميع الشعوب العربية ومن بينها شعب فلسطين ودولة فلسطين وانه قدم مذكرة بذلك لعدد من ساسة الدول العربية وخاصة المصريين وكان واضحا من حديثه أنه إذا وافقت مصر على المشروع فانه سينجح وفعلا تحمست الحكومة المصرية الوفدية برئاسة الزعيم مصطفى النحاس باشا في ذلك الوقت للفكرة وانشء الاتحاد باسم الجامعة العربية ولقد علمت منذ ذلك الوقن (قبل أن تنشأ الجامعة) ان صاحب الفكرة هو عبد الرحمن عزام وانه لهذا السبب قد اختارته الدول العربية فيما بعد أول أمين عام لها.

## عمله في الجامعة
لكن عمل عزام بالجامعة العربية لم يكن عملا بيروقراطيا سياسيا دبلوماسيا فقط كما كان يريد بعض الحكام العرب لأنه بقي وفيا للمبادئ التي دفعته للتطوع في ميادين الجهاد في البلقان وفي برقة وطرابلس وأهمها مبدآن: الأول أنه لم يفرق بين العمل للعروبة والعمل للإسلام. والثاني: أنه لم يفرق بين العمل السياسي والجهاد في ميادين القتال.
لاشك أن بعض الساسة العرب وحكامهم الذين عاصروا عبد الرحمن عزام عندما كان أمينا عاما للجامعة العربية كانوا بعيدين عن هاتين الفكرتين وكانوا يكررون أن الجامعة العربية لاعلاقة لها بالإسلام وكانوا يقولون أن الجامعة ليست لها شخصية دولية وليس لها سياسة خاصة بها لأنها ليست دولة فوق الدول وإنما هي نظام بيروقراطي لتنفيذ سياسة الدول الأعضاء فلا يمكن أن يكون لها نشاط إلا عن طريق حكومات الدول الأعضاء وكثير منهم لم يكن يخفي معارضته لمواقف عبد الرحمن عزام وتصريحاته ومواقفه الجريئة الصريحة وخاصة بالنسبة لشمال أفريقيا. ومن المؤكد أن عبد الرحمن عزام لم يقتنع بحجج هؤلاء الساسة والحكام وأنه استمر أثناء عمله بالجامعة العربية يعتبر نفسه مجاهدا كما كان قبلها وكان في جهاده لا يفرق بين العروبة والإسلام ولا بين ميادين القتال وميدان السياسة.
ففي بداية عمله بالجامعة بدأت أندونيسيا كفاحها ضد الهولنديين فسارع إلى مساعدة الحركة الوطنية في أندونيسيا وبدأ سياسة للتقارب مع الهند التي أدت إلى تكوين كتلة دولية جديدة في الأمم المتحدة تحمل اسم المجموعة العربية الآسيوية كان هدفها الأول هو الدفاع عن أندونيسيا حتى نالت استقلالها ولم يسمع لاحتجاجات بعض الزعماء العرب الذين قالو أن أندونيسيا ليست دولة عربية فلا شأن للجامعة العربية بقضيتها إنه رد عليهم بأنه بحاجة إلى مساعدة جميع الحركات الوطنية وإلى التعاون مع المجموعة الآسيوية لقضية فلسطين وأنهم فعلا تعاونوا معنا في قضية سوريا ولبنان ضد الحكم الفرنسي التي انتهت باعتراف فرنسا باستقلال الجمهورتين العربيتين ولا يمكن أن نتخلى عن التعاون معم ومع جميع المدافعين عن الحريات والاستقلال لجميع الشعوب وقد سار في دفاعه عن أندونيسيا حتى استقلت كما استقلت سوريا ولبنان.
لم تشغله قضية فلسطين ولا قضية سوريا ولبنان ولا أندونيسيا عن حبه الأول لأرض ليبيا وشعب ليبيا المكافح فقد جعل همه الأول عندما أنشئت الجامعة تمويل الحركة الوطنية في ليبيا ومساعدتها ماليا وسياسيا والدفاع عن مطالبتها باستقلال ليبيا ووحدتها حتى استقلت ليبيا كما استقلت سوريا ولبنان وأندونيسيا ودافع عن الحركات الوطنية في أفريقيا الشمالية حتى استقلت المغرب وتونس والجزائر فيما بعد وظهر للحكام والساسة العرب الذين كانوا ينتقدونه ويهاجمونه أنه وإن كان فعلا قد خرج عن حدود العمل السياسي البيروقراطي الذي رسموه للجامعة والأمانه العامة إلا أنه كان أبعد منهم نظرا وأصدق نبوءة وأن أهدافه وإن كانت سابقة لزمانه إلا أنها في اتجاه سير التاريخ الذي أثبت صحتها.

## الخصوم
لم يكن خصوم عبد الرحمن عزام من العرب فقط بل ان أكبر خصومه وأخطرهم كانوا من غير العرب وخاصة الإنجليز والفرنسيين. في باريس عندما زارها لأول مرة عام 1946 م وحضر مؤتمره الصحفي الذي تكلم فيه عن القضايا العربية وسياسة الجامعة العربية إزاءها ولم يقتصر كلامه على قضية فلسطين ولا قضية ليبيا كما كان الفرنسيون يتوقعون وإنما تكلم عن قضايا تونس والمغرب والجزائر مما أثار الفرنسيين الرسميين وغير الرسميين ولقد تابعت تعليقات الصحف الفرنسية على زيارة عزام وتصريحاته وكانت خلاصتها أن هذا رجل مخرف جاء لباريس ليتكلم عن شعوب خاضعة للسيادة الفرنسية والاتحاد الفرنسي وأن على الحكومة الفرنسية أن تلزم هذا الرجل حده أو تطرده من بلادها.
بعد خمس سنوات فقط من الزيارة الأولى ذهبت معه إلى باريس في زيارته الثانية في خريف عام 1951 م ليدافع عن قضية المغرب أمام الجمعية العمومية لهيئة الأمم المتحدة وعادت الصحف الفرنسية تهاجمه وحاصرته الحكومة الفرنسية هو ووفد الجامعة العربية (الذي اشتركت فيه) حصار شديدا حتى لا يتصل بأحد من زعماء الحركة الوطنية في أقطار شمال أفريقيا ولكنه لم يأبه لهذا الحصار ولا لهذه الحملات الصحافية وحضرت حوار بينه وبين أحد العقلاء من الفرنسيين الذي كان ينصحه بان تقنع الجامعة العربية بقضية فلسطين ولا تشغل نفسك بقضايا شمال أفريقيا إلا عندما تنتهي من قضية فلسطين ولكن عزام قال له وإن أنصح فرنسا بأن تنصف شعوب شمال أفريقيا وتكسب ودهم وصداقتهم لأنهم لا يمكن أن يرضوا بالتبعية الفرنسية وإذا لم تنصفوهم سوف يلجئون للسلاح وإذا حملوا السلاح فلن يضعوه حتى ينالوا حقوقهم إنني أعرفهم أكثر منكم وتجربتي معهم تأكد لي ذلك وقد أثبتت الأيام أنه كان صادقا.
بعد بضع سنين من هذا الحوار حملت شعوب أفريقيا الشمالية السلاح في تونس والمغرب والجزائر وكافحت حتى نالت استقلالها واليوم علم الفرنسيون أن عبد الرحمن عزام كان أبعد نظرا وأصدق نبوءة من جميع زعماء فرنسا وحكامها منذ نهاية الحرب العالمية الثانية حتى جاء ديجول وأنهى حرب الجزائر. ولم يقصر عبد الرحمن عزام نصائحه على الفرنسيين وإنما سمعت بنفسي نصائحه لزعماء شمال أفريقيا الذين التقى بهم في باريس والقاهرة وأن بعضهم ما زال حيا ويعلم أن عبد الرحمن عزام كان يقول لهم أن الجامعة العربية لن تحصل لكم على الاستقلال بل عليكم أن تاخذوه بجهادكم وتضحياتكم وكل ما تفعله الجامعة أو الدول العربية هو أن تساعكم في جهادكم وكان أول المساعدين فعلا وكان زعماء أفريقيا يعلمون بدوره ويقدرونه وكانوا يعلمون أن بعض حكام الدول العربية وزعمائها ووزرائها كانوا يفضلون أن يحتفظوا بصداقة فرنسا ولو أدى ذلك إلى التنكر للحركة الوطنية في شمال أفريقيا وأن هؤلاء كانوا يهاجمون سياسة عزام ويسعون لإبعاده عن الجامعة العربية ونجحوا في ذلك بعد انقلاب يوليو 1952 م.

## الجهاد الشعبي
أكثر من ذلك فإن عزام قبل إنشاء الجامعة العربية وقبل الحرب العالمية الثانية دعا مصر إلى إنشاء قوات مسلحة شعبية وأقنع بذلك علي ماهر باشا عندما كان رئيسا للوزارة وأنشئت هذه القوات تحت اسم «الجيش المرابط» والمصريون الذين عاصروا إنشاء هذا الجيش يعرفون كيف فزع الإنجليز من هذا الاتجاه الخطر عليهم وكيف سعوا إلى إلغائه حتى نجحوا في إقالة علي ماهر وإخراج عبد الرحمن عزام من الوزارة واضطهاده شخصيا في أقسى فترة مرت في حياته.
إن الجيش المرابط الذي كان في نظره إحياء لفكرة الجاد الشعبي الإسلامي التطوعي ويقينا بأن المصريين لن ينالوا حقوقهم إلا بالجهاد الشعبي ضد الجيوش الاستعمارية لذلك سارع بعد ذلك وهو أمين عام الجامعة بأن سخرها لمساعدة الفدائيين في فلسطين عام 1947-1948 وطلب من الحكومات العربية أن تسمح لضباط جيوشها بالتطوع لقيادة الكتائب الشعبية التي تمولها الجامعة العربية وفعلا صدر قرار بذلك وتطوع كثير من الضباط لقيادة كتائب المقاومة الشعبية التي كان يقودها الشهيد القائد البطل أحمد عبد العزيز.
بل إن المتطوعين الذين بدأوا العمل الفدائي ضد الإنجليز في منطقة القتال عام 1950 م يعلمون أن عبد الرحمن عزام لم يقصر في تدعيم الحركة الفدائية وتمويلها والدعاية لها حتى اعترفت بها الحكومة المصرية ودعمتها وشاركت فيها بقوات الشرطة كما هو معروف. وإذا كان عزام قد أُبعد عن الجامعة العربية فإنه استمر في عزلته يدعوا لفكرتين أساسيتين يعتبرهما أهم خصائص الفكر الإسلامي هما فكرة الجهاد والفداء وفكرة الوحدة الإسلامية جميعا سواء كانوا عربا أو غير عرب ومن كان يريد معرفة مدى عمق الفكرة الإسلامية لدى عزام فعلية أن يقرأ لرسالة الخالدة أن رسالة العرب الخالدة في نظره هي الرسالة الإسلامية كما آمن بها وكما رسم خطواتها ودافع عنها في هذا الكتاب وأول أسس هذه الرسالة أنها لا تقر الاعتزاز بعنصر أو جنس وأن قيمة الإنسان في عمله وفي ساحة العمل والجهاد ينعم الجميع بأخوة التضحية ووحدة المصير والتسابق للشهادة.

## مؤلفاته
- بطل الأبطال أو أبرز صفات النبي محمد - دار الهداية ودار القلم - القاهرة - مصر 1427 هـ-2006
- الرسالة الخالدة - دار الشروق ودار الفكر، بيروت 1969 - دار الهداية ودار القلم - القاهرة - مصر 1427 هـ-2006 م

## وفاته
توفي عبد الرحمن عزام باشا في مصر في 2 يونيو 1976 عن عمر يناهز إحدى وثمانين سنة.
| المناصب السياسية | المناصب السياسية                     | المناصب السياسية           |
| ---------------- | ------------------------------------ | -------------------------- |
| سبقه لا أحد      | أمين جامعة الدول العربية 1945 - 1952 | تبعه محمد عبد الخالق حسونة |

## وصلات خارجية
- عبد الرحمن عزام على موقع أرشيف الشارخ.
- عبد الرحمن عزام على موقع مونزينجر (الألمانية)
- كنانة أعلام - عبد الرحمن عزام